# Seventh Day Slumber
Seventh Day Slumber ist eine christliche Rockband aus Dallas, Texas, welche 1996 gegründet wurde.

## Diskografie
- 1999: Matthew Twenty Five[1]
- 2001: Freedom From Human Regulations
- 2003: Picking Up the Pieces
- 2005: Once Upon a Shattered Life[2]
- 2005: Picking Up the Pieces[3]
- 2007: Finally Awake[4]
- 2009: Take Everything
- 2011: The Anthem of Angels
- 2013: Love & Worship[5]
- 2014: We Are The Broken